# National Post
National Post – kanadyjski dziennik publikowany w Toronto. Jego pierwszy numer ukazał się 27 października 1998.
W 2009 r. był ósmą gazetą w Kanadzie pod względem czytelnictwa. Właścicielem dziennika jest Postmedia Network.